# Alemitu Heroye
Alemitu Heroye (9 mei 1995) is een Ethiopische atlete, die is gespecialiseerd in de lange afstand. 

## Loopbaan
In 2013 won Heroye een bronzen medaille op de 5000 m bij de Afrikaanse jeugdkampioenschappen. In 2015 behaalde ze haar grootste succes door bij de wereldkampioenschappen U20 het onderdeel 5000 m te winnen. In hetzelfde jaar veroverde ze op de wereldkampioenschappen veldlopen voor junioren een bronzen medaille. Twee jaar later eindigde zij op datzelfde toernooi bij de senioren als vierde.

## Titels
- Wereldkampioene U20 5000 m - 2015

## Persoonlijke records
Baan
| Onderdeel   | Prestatie | Datum            | Plaats     |
| ----------- | --------- | ---------------- | ---------- |
| 3000 m      | 8.36,87   | 5 september 2014 | Brussel    |
| 2 Eng. mijl | 9.20,81   | 24 augustus 2014 | Birmingham |
| 5000 m      | 14.43,28  | 17 mei 2015      | Shanghai   |
| 10.000 m    | 30.50,83  | 17 juni 2015     | Hengelo    |

Weg
| Onderdeel | Prestatie | Datum            | Plaats      |
| --------- | --------- | ---------------- | ----------- |
| 5 km      | 15.33     | 13 oktober 2013  | Rennes      |
| 10 km     | 34.01     | 25 november 2012 | Addis Abeba |

## Palmares

### 3000 m
- 2011: 5e WK U18 - 9.04,53

### 5000 m
- 2012: 4e Afrikaanse kamp. - 15.55,36
- 2013:  Afrikaanse jeugdkamp. - 16.08,85
- 2015:  WK U20 - 15.10,08
- 2015: 4e Diamond League Shanghai - 14.43,28

### 10.000 m
- 2015:  Ethiopian Trials in Hengelo - 30.50,83
- 2015: 7e WK - 31.49,73

### veldlopen
- 2013:  WK voor junioren - 17.57
- 2015: 4e WK - 26.14